# 규합총서

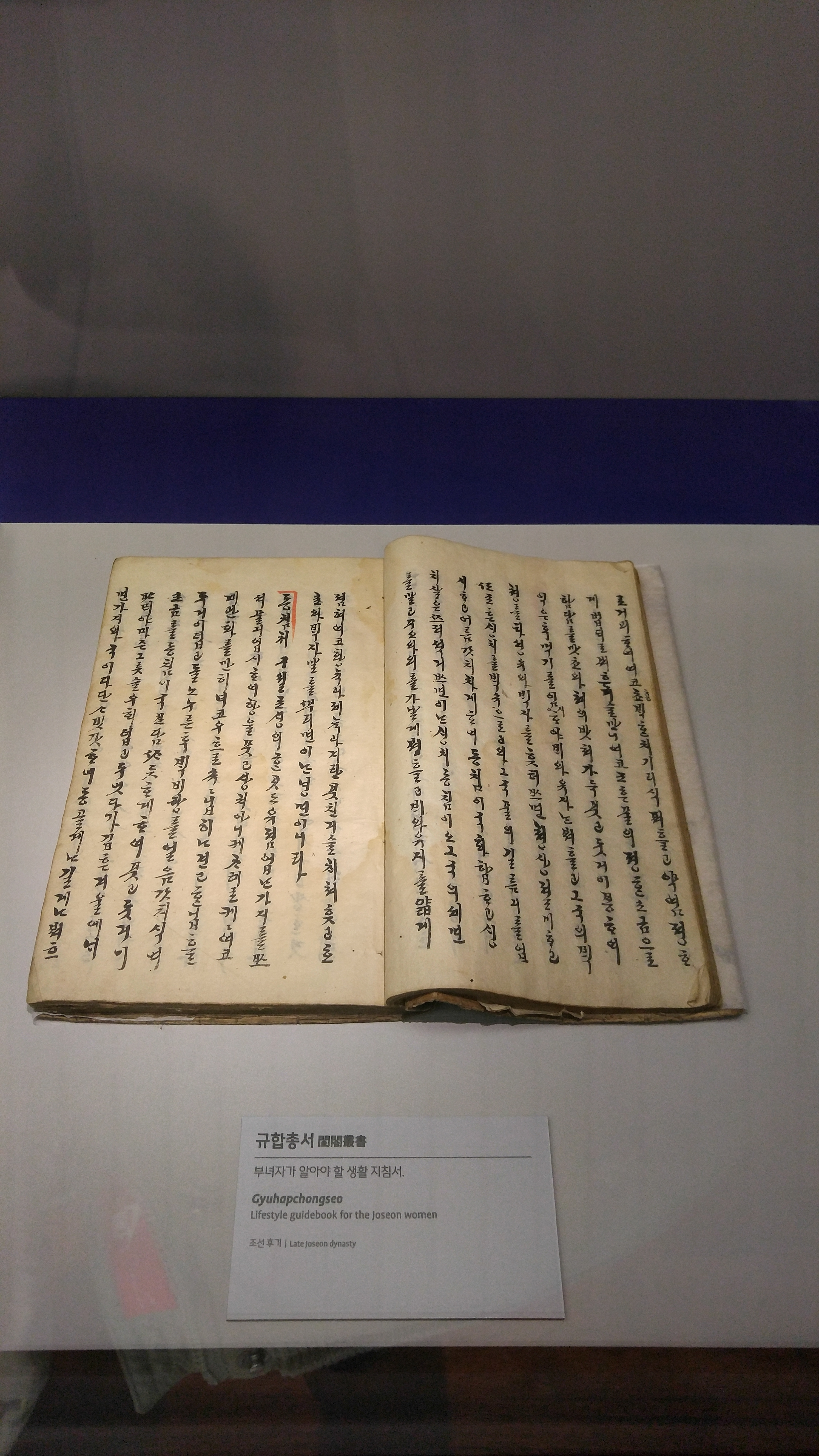
국립한글박물관에 전시된 규합총서

규합총서(閨閤叢書)는 1809년 (순조9년) 여성실학자이자 서유구의 형수인 빙허각 이씨가 아녀자를 위해 엮은 일종의 여성생활백과이다.
오랫동안 작가와 발간연대를 알 수 없었으나 1939년 빙허각전서(憑虛閣全書)가 발견되면서 규합총서가 이책의 1부 내용이라는 것이 밝혀졌다.
조선 후기의 생활상을 알 수 있는 귀중한 사료일 뿐 아니라 순한글 고어체로 쓰여져 국어국문학적인 가치 또한 뛰어나다.

## 구성
- 주사의(酒食議) : 장 담그기, 술 빚기, 밥・떡・과줄・반찬 만들기 등이 수록
- 봉임칙(縫紝則) : 옷 만드는 법, 염색법, 길쌈, 수놓기, 누에치기와 그릇 때우는 법, 불 켜는 방법
- 산가락(山家樂) : 농작과 원예, 가축 치는 법 등
- 청낭결(靑囊訣) : 태교 및 육아법과 구급방, 약물 금기 등
- 술수략(術數略) : 집을 진압하고 있는 곳을 정히 하는 법과 부적, 귀신 쫓는 일체의 속방

## 같이 보기
- 음식디미방
- 증보산림경제